# 헤렌킴제

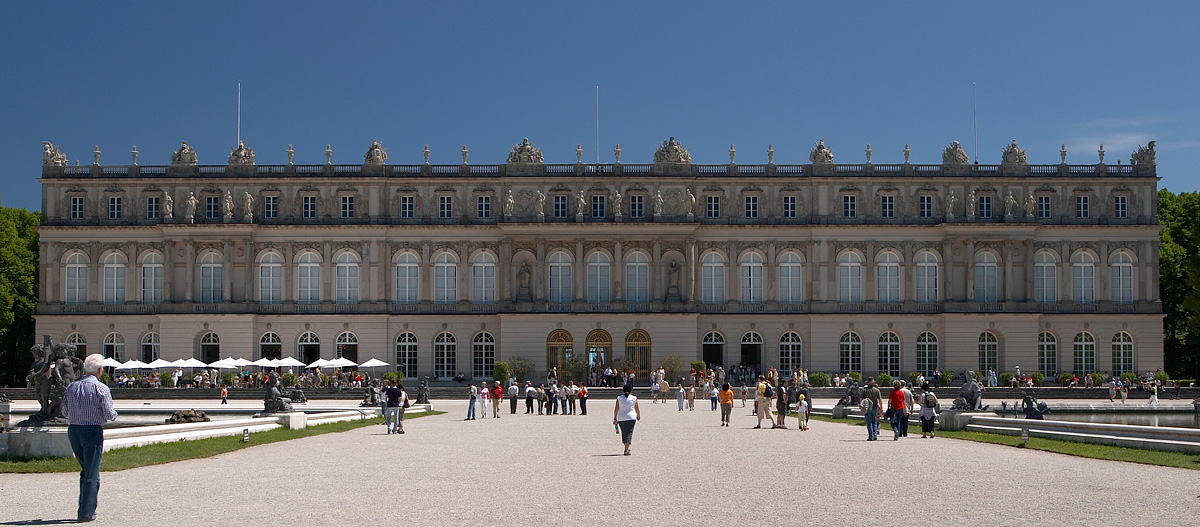
신성의 모습

헤렌킴제(독일어: Herrenchiemsee)는 헤렌 섬(Herreninsel)에 있는 궁성으로서 뮌헨에서 남쪽으로 60킬로미터 떨어져있는 곳이다.

## 신성
가장 유명한 곳은 신성 즉 새로운 성곽으로서 바이에른의 루트비히 2세가 지은 최대 규모의 건물이다. 루이 14세의 건축양식과도 흡사하다. 궁전에는 큰 거울을 비롯해 천장에 있는 그림으로 장식되어 있다.
이 성은 크리스챤 장크, 프랑스 세이즈, 조지 돌맨이 참여하여 건축하였으며 1878년에 시작하여 1885년에 완공되었다. 베르사유 궁전을 최대한으로 살린 건축물이며 중앙 부분만이 왕이 죽기 전에 완공하였다. 70개의 방 중 50개는 아직도 공사가 미완이다.
베르사유 궁전을 본떴다는 인상을 주기는 하지만 헤렌킴제 궁전은 상당히 진보한 건축 양식을 보여준다. 베르사유 궁전의 부속 건물에 비해 뛰어난 곳도 상당수이다. 2세기의 차이가 있기 때문에 기술의 진보에 따라 영향을 좋은 쪽으로 받은 이유도 있다. 베르사유 궁전은 화장실이 없어서 궁전 내부에서 흘러가는 물줄기는 분수 뿐이었지만 헤렌킴제 궁정은 신식 화장실과 큰 열탕 시설도 보유하고 있다.

## 정원

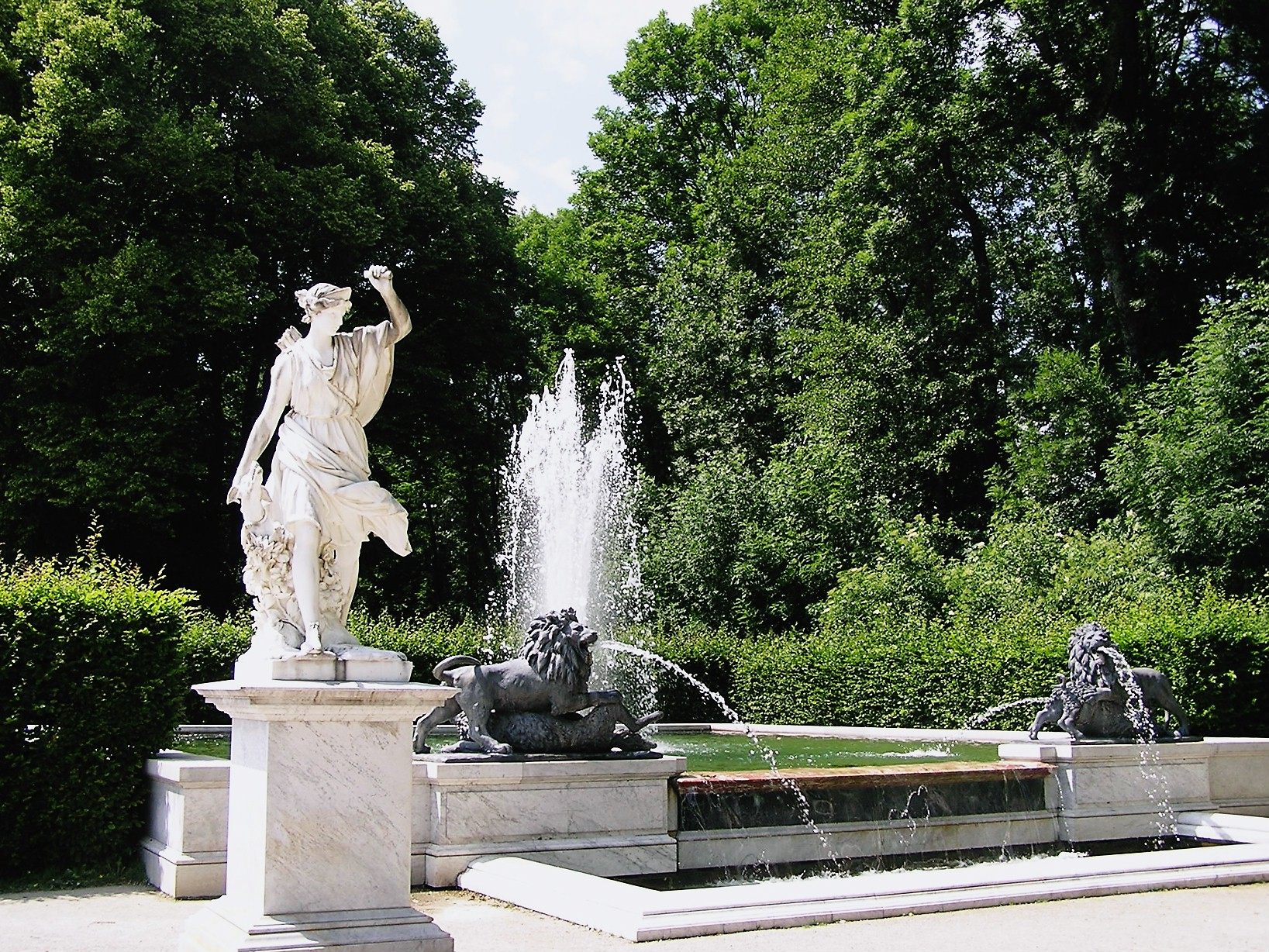
정원의 분수대

프랑스식 정원 양식을 표방하고 있으며 주변에는 분수대와 고전주의 양식의 조각상이 즐비하다. 낭만주의적 양식도 빠지지 않으며 이는 루드윅 왕가가 선호했던 양식이다.

## 비용
1863년부터 1886년까지 1657만9674마르크가 쓰였다. 2007년 8월 금가격으로 하면 미국 달러로 1억2540만 달러이다.